# بطولة العالم للدراجات على المضمار 2004
بطولة العالم للدراجات على المضمار 2004 هي الدورة ال101 من بطولة العالم للدراجات على المضمار، أجريت في ملبورن، أستراليا.

## النتائج النهائية
| المسابقة                                      | ذهبية                                                                       | فضية                                                                      | برونزية                                                                         |
| --------------------------------------------- | --------------------------------------------------------------------------- | ------------------------------------------------------------------------- | ------------------------------------------------------------------------------- |
| الرجال                                        |                                                                             |                                                                           |                                                                                 |
| السرعة الفردية                                | ثيو بوس (NED)                                                               | Laurent Gané (FRA)                                                        | ريان بايلي (AUS)                                                                |
| سباق الكيلو متر ضد الساعة                     | كريس هوي (GBR)                                                              | أرنو تورنانت (FRA)                                                        | ثيو بوس (NED)                                                                   |
| سباق المطاردة الفردية                         | سيرجي إسكوبار (إسبانيا)                                                     | لوك روبرتس (أستراليا)                                                     | روبرت برتكو (ألمانيا)                                                           |
| سباق المطاردة الفرقية                         | اشلي هاتشينسون · لوك روبرتس · بيتر داوسون (دراج) · ستيفن ولدريدج · أستراليا | كريس نيوتن · بول مانينغ (دراج) · روب هيلس · بريان ستيل · بريطانيا العظمى  | اسير مايزتو · كارلوس تورنت · سيرجي إسكوبار · كارلوس كاستانيو باناديرو · إسبانيا |
| سباق الخدش - السكراتش                         | جريج هندرسون (NZL)                                                          | Robert Slippens (NED)                                                     | Walter Pérez (ARG)                                                              |
| السرعة الفردية للفرق                          | ميكائيل بورجين · Laurent Gané · أرنو تورنانت · فرنسا                        | José Antonio Escuredo · سلفادور ميليا · خوسيه أنطونيو فيلانويفا · إسبانيا | كريس هوي · كريغ ماكلين · جيمي ستاف · بريطانيا العظمى                            |
| السرعة الفردية بالترادف (بالإنجليزية: tandem) |                                                                             |                                                                           |                                                                                 |
| السباق الأمريكي (ماديسون)                     | والتر بيريز (الدراج) · Juan Esteban Curuchet · الأرجنتين                    | فرانكو مارفولي · برونو ريسي · سويسرا                                      | داني ستام · Robert Slippens · هولندا                                            |
| سباق مطاردة الدراجة النارية للهواة            |                                                                             |                                                                           |                                                                                 |
| سباق مطاردة الدراجة النارية للمحترفين         |                                                                             |                                                                           |                                                                                 |
| الكيرين                                       | جيمي ستاف (GBR)                                                             | José Antonio Escuredo (ESP)                                               | إيفان فيربا (CZE)                                                               |
| سباق النقاط                                   | Franck Perque (FRA)                                                         | ميلتون وينانتس (URU)                                                      | Juan Curuchet (ARG)                                                             |
| سباق الأومنيوم                                |                                                                             |                                                                           |                                                                                 |
| السيدات                                       |                                                                             |                                                                           |                                                                                 |
| السرعة الفردية                                | سفيتلانا جرانكوفسكايا (RUS)                                                 | آنا مارس (AUS)                                                            | Lori-Ann Muenzer (CAN)                                                          |
| سباق 500 متر ضد الساعة                        | آنا مارس (AUS)                                                              | جيانغ يونغ هوا (CHN)                                                      | سيمونا كروبيكيت (LTU)                                                           |
| سباق المطاردة الفردية                         | سارة أولمر (NZL)                                                            | كاتي ماكتير (AUS)                                                         | Yelena Chalykh (RUS)                                                            |
| سباق المطاردة الفرقية                         |                                                                             |                                                                           |                                                                                 |
| سباق الخدش - السكراتش                         | يوانكا غونزاليس (CUB)                                                       | ماندي تقول بواترا (CAN)                                                   | أولغا سليوساريفا (RUS)                                                          |
| السرعة الفردية للفرق                          |                                                                             |                                                                           |                                                                                 |
| الكيرين                                       | كلارا سانشيز (دراج) (FRA)                                                   | Elisa Frisoni (ITA)                                                       | جيني ريد (USA)                                                                  |
| سباق النقاط                                   | أولغا سليوساريفا (RUS)                                                      | فيرا كارارا (ITA)                                                         | بيليم غيريرو (MEX)                                                              |
| سباق الأومنيوم                                |                                                                             |                                                                           |                                                                                 |